# Карпати-2 (Львів, 2022)
«Карпати-2» — український футбольний клуб, фарм-клуб львівських «Карпати». В сезоні 2023/24 виступав у другій лізі чемпіонату України.

## Історія
На професіональному рівні команда дебютувала в сезоні 2023/24 у другій лізі. 